# Fort Warren (Massachusetts)

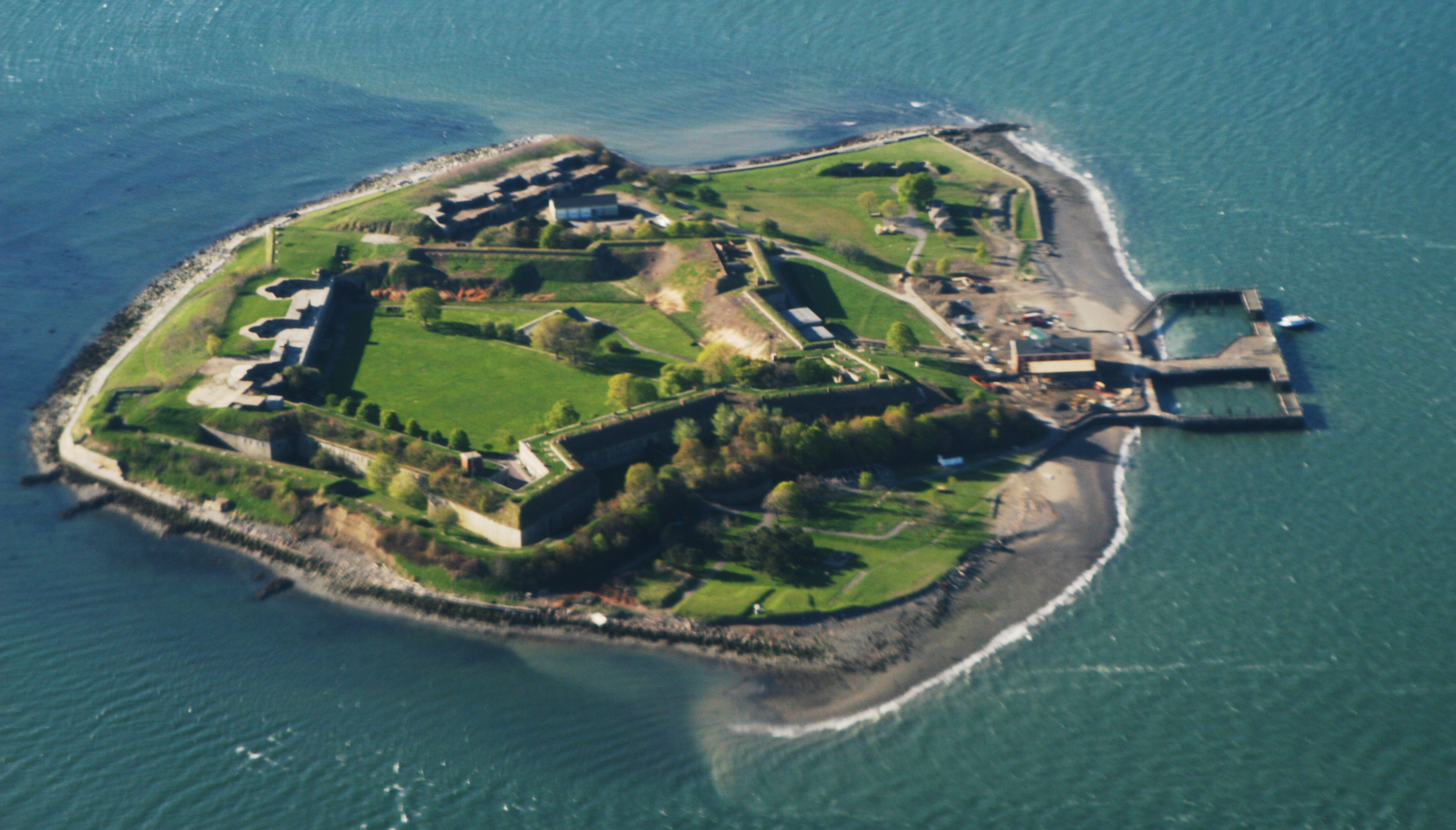
Luftaufnahme von Georges Island mit dem Fort Warren

Das Fort Warren ist eine historische Befestigungsanlage auf der 28 Acres (11,3 ha) großen Insel Georges Island in den Außenbereichen des Boston Harbor im Bundesstaat Massachusetts der Vereinigten Staaten. Der Grundriss des Forts ist als Fünfeck angelegt, das Gebäude selbst wurde aus Steinen und Granit von 1833 bis 1861 errichtet. Es wurde kurz nach dem Beginn des Sezessionskriegs fertiggestellt und diente im Spanisch-Amerikanischen Krieg, im Ersten Weltkrieg und bis zum Ende des Zweiten Weltkriegs zur Verteidigung des Hafenbeckens von Boston. Während des Sezessionskriegs wurde es darüber hinaus als Gefängnis für Regierungsbeamte und Offiziere der Konföderierten Staaten von Amerika genutzt.
Die Anlage wurde 1947 außer Dienst gestellt, 1970 als National Historic Landmark in das National Register of Historic Places eingetragen und ist heute ein beliebter Ausflugsort für Touristen. Das Fort wurde nach Joseph Warren, einem Nationalhelden des Amerikanischen Unabhängigkeitskriegs, benannt, der Paul Revere auf seinen berühmten Mitternachtsritt schickte. Warren fiel in der Schlacht von Bunker Hill.

## Geschichte

### Sezessionskrieg

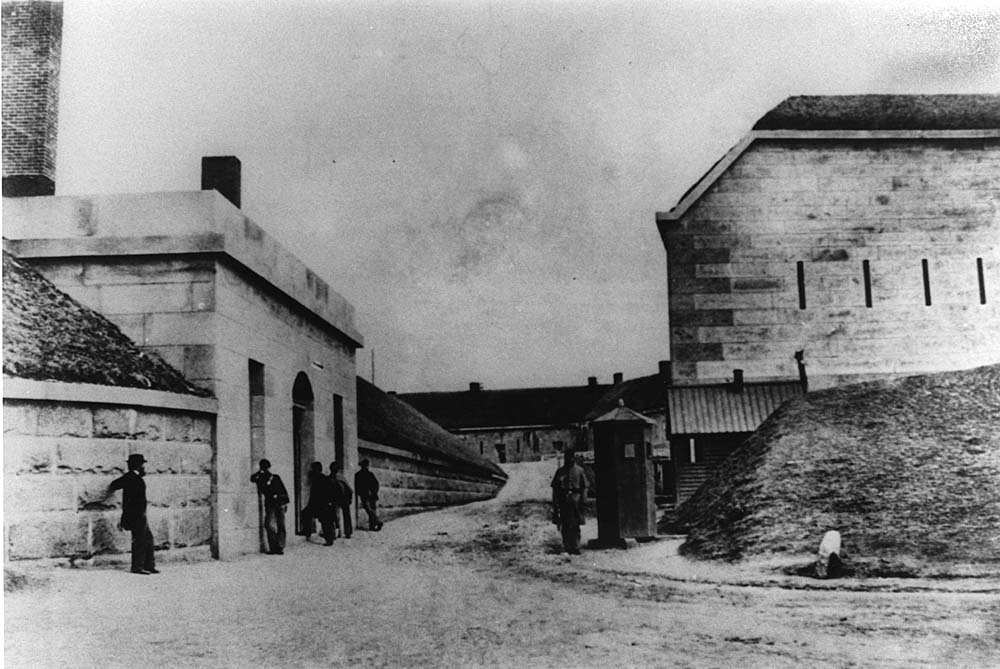
Wachhaus (links) und Schilderhaus (rechts), ca. 1861

Das Fort Warren wurde im Jahr 1861 kurz nach Beginn des Sezessionskriegs fertiggestellt. Für den größten Teil des Bauwerks verantwortlich war Sylvanus Thayer, der später vor allem in seinem Amt als Superintendent der United States Military Academy in West Point große Bekanntheit erlangte. Während des Sezessionskriegs diente das Fort zudem als Gefängnis für gefangen genommene Angehörige der Land- und Seestreitkräfte der Konföderierten Staaten von Amerika, gewählte zivile Bedienstete des Staates Maryland sowie politische Gefangene der Nordstaaten.
Zu den Inhaftierten gehörten unter anderem die konföderierten Diplomaten James Murray Mason und John Slidell, die im Zuge der Trent-Affäre gefangen genommen wurden. Auf Seiten des Militärs zählten Richard Stoddert Ewell, Isaac R. Trimble, John Gregg, Adam Rankin Johnson, Simon Bolivar Buckner und Lloyd Tilghman zu den Gefangenen. Unter den hochrangigen zivilen Insassen waren der Vizepräsident der Konföderierten Staaten Alexander Hamilton Stephens und der konföderierte Generalpostmeister John Henninger Reagan.
Das Gefängnis war dafür bekannt, dass die dortigen Insassen human behandelt wurden. Inhaftierte konföderierte Offiziere gaben Justin E. Dimick, dem Sohn des Lager-Kommandeurs, bei seiner Abreise zur Teilnahme am Krieg einen Brief mit, in dem sie eine gute Behandlung befahlen, sollte er selbst in Gefangenschaft geraten. Tatsächlich wurde er jedoch im Mai 1863 in der Schlacht bei Chancellorsville tödlich verwundet.
Im Fort wurde der bekannte Marsch der Nordstaaten mit dem Titel John Brown geschrieben, der die Melodie eines alten Lieds der Methodisten nutzt. Julia Ward Howe schrieb später das Gedicht “The Battle Hymn of the Republic”, dessen Text mit der Melodie des John Brown-Lieds vereint wurde und den alten ersetzte. Das Lied gehört heute zu den bekanntesten der Bürgerkriegszeit.

### Nach dem Sezessionskrieg
Das Fort wurde in späterer Zeit auch während des Spanisch-Amerikanischen Kriegs sowie im Ersten Weltkrieg genutzt. Von den späten 1890er Jahren bis zum Beginn des 20. Jahrhunderts wurde es so modifiziert, dass es modernere Geschütze aufnehmen konnte, die zu dieser Zeit speziell zur Küstenverteidigung entwickelt wurden.
Während des Zweiten Weltkriegs war im Fort das Kontrollzentrum für das südliche Minenfeld des Hafenbeckens angesiedelt, das zur Abwehr möglicher Angriffe von U-Booten der Kriegsmarine ausgelegt worden war. Zu dieser Zeit war die 1940 gegründete 241. Coast Artillery (Harbor Defence) in der Anlage stationiert. Nach 1950 wurde Fort Warren außer Dienst gestellt.

### Außerdienststellung und Öffnung für Touristen

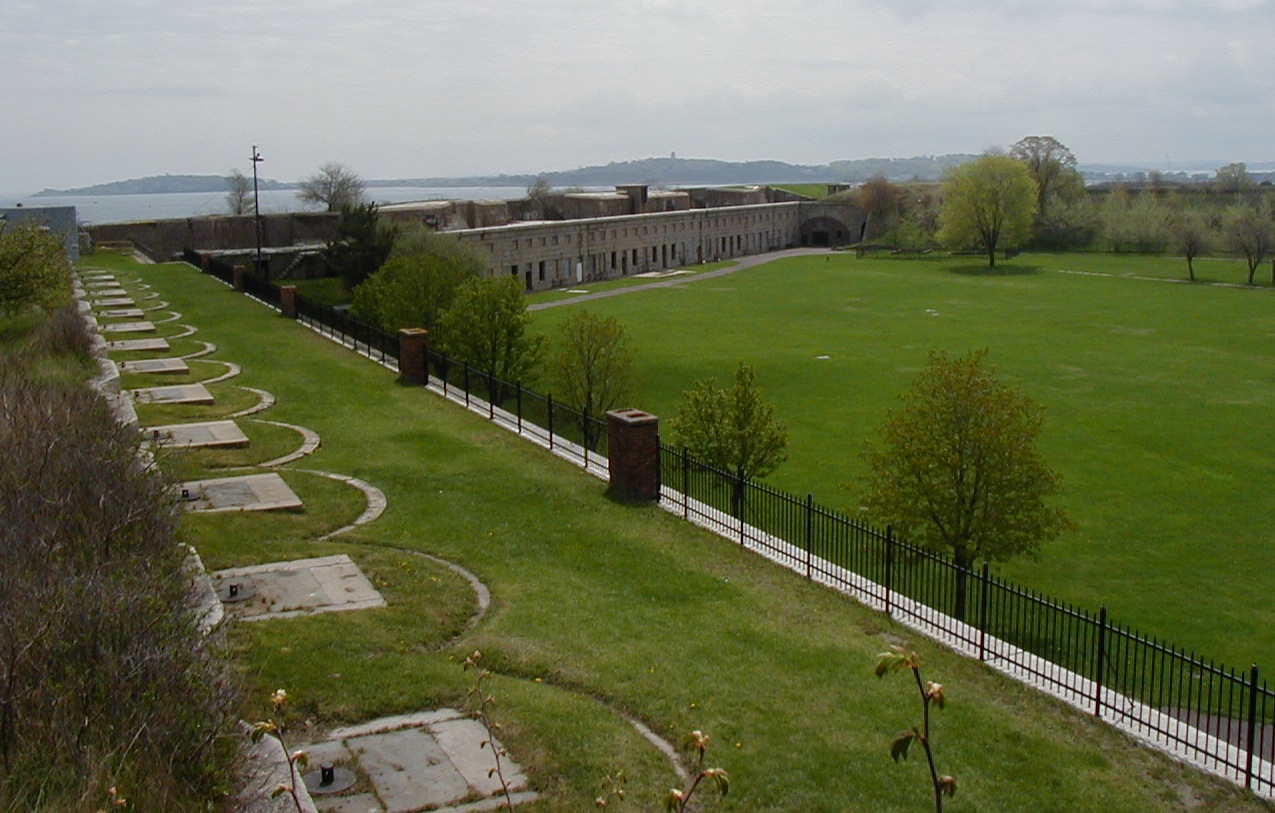
Der Paradeplatz des Fort Warren. Auf den Granitsockeln im Vordergrund waren einst Rodmankanonen installiert.

Das Fort befand sich bis 1958 im Eigentum der Bundesregierung der Vereinigten Staaten und wurde zu diesem Zeitpunkt von der General Services Administration auf den Bundesstaat Massachusetts übertragen. Nach abgeschlossenen Renovierungsarbeiten wurde es 1961 der Öffentlichkeit zugänglich gemacht.
Heute ist das Massachusetts Department of Conservation and Recreation (DCR) für die Instandhaltung und Verwaltung der Anlage verantwortlich, die einen zentralen Bestandteil der Boston Harbor Islands National Recreation Area bildet. Das Fort kann mit Fähren aus Boston, Hingham und Hull erreicht werden. Von Georges Island aus, auf dem sich Fort Warren befindet, fahren weitere Fähren auch andere Inseln im Hafenbecken an.
Die Anlage ist üblicherweise von Mai bis zum Wochenende des Kolumbus-Tags geöffnet. Ranger des DCR bieten geführte Touren an.